# Киев-6С

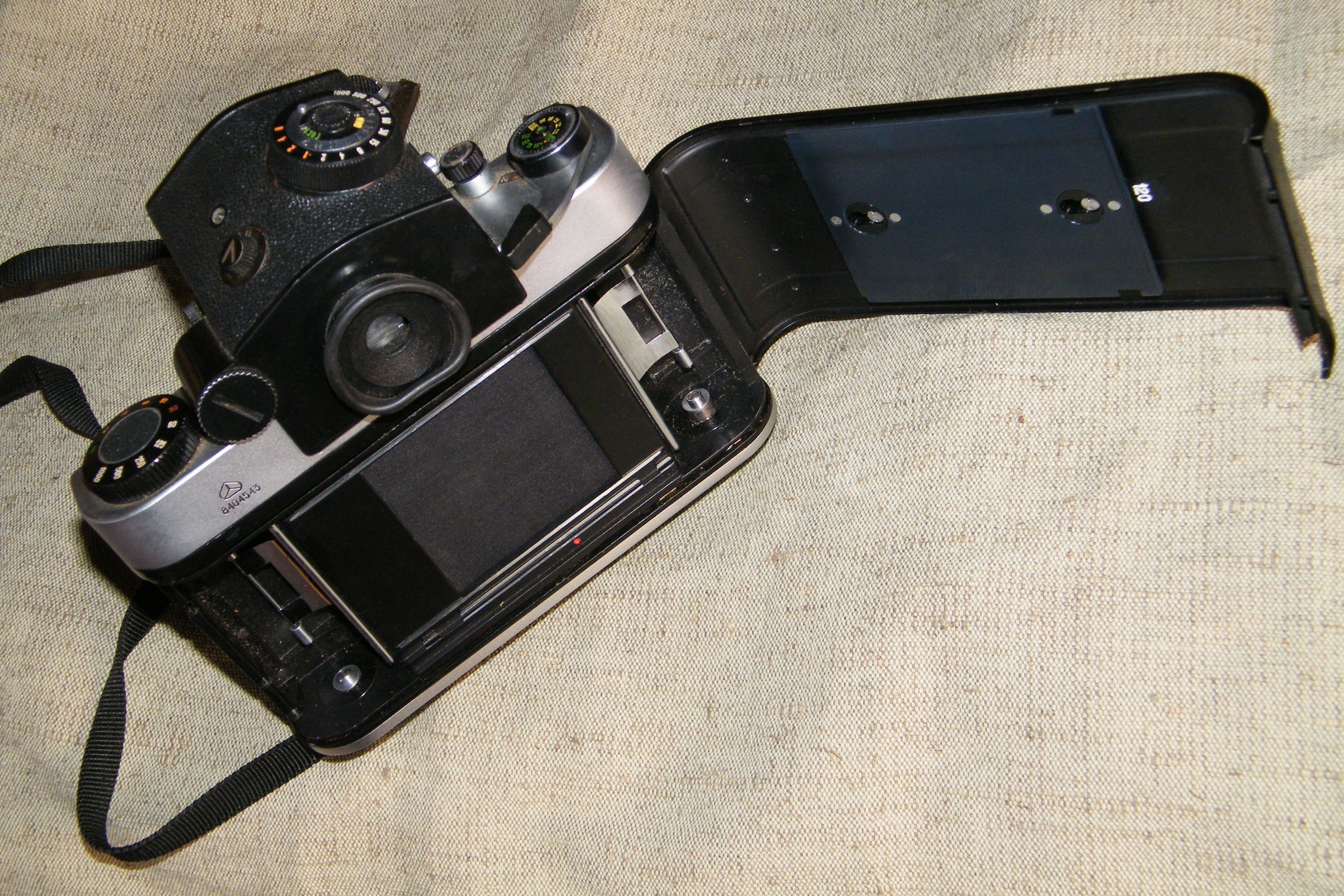
Фотоаппарат «Киев-6С TTL» с открытой задней стенкой

«Ки́ев-6С» и «Ки́ев-6С TTL» — среднеформатные однообъективные зеркальные фотоаппараты, выпускавшиеся на киевском заводе «Арсенал».
В отличие от модульных камер «Салют» «Киев-6С» имеет внешний вид и устройство малоформатного однообъективного зеркального фотоаппарата, отличаясь только увеличенными размерами и массой.
После разработки несопряжённого TTL-экспонометра, встроенного в пентапризму фотоаппарат стал именоваться «Киев-6С TTL».
Фотоаппарат «Киев-6С» выпускался с 1971 по 1980 год, «Киев-6С TTL» с 1978 по 1986 год.
Спусковая кнопка у этих моделей была сделана под левую руку, что вызывало многочисленные нарекания фотографов.
С 1984 года начат выпуск фотоаппаратов «Киев-60 TTL» («Киев-60»), спусковая кнопка была сделана под правую руку, камера была рассчитана на использование только плёнки типа 120.

## Технические характеристики
- Корпус литой из алюминиевого сплава, задняя стенка откидывающаяся на петлях.
- Размер кадра 6×6 см.
- Тип применяемого фотоматериала — плёнка типа 120 (12 кадров) или плёнка типа 220 (24 кадра). На счётчике кадров стоял механический переключатель типа фотоплёнки.
- Курковый взвод затвора и перемотки плёнки.
- Затвор шторный, фокальный, с матерчатыми шторками, с диапазоном выдержек от 1/2 до 1/1000 с и «В».
- Автоспуск отсутствует.
- Синхроконтакт «Х». Выдержка синхронизации от 1/30 с и более. Крепление для лампы-вспышки непосредственно на камере отсутствует, установка на отдельный кронштейн.
- Крепление объективов к камере — байонет Б (с накидной гайкой). Байонет Б аналогичен байонету Pentacon Six.
- Репетир диафрагмы на корпусе камеры.
- Штатный объектив с «прыгающей» диафрагмой «Вега-12Б» 2,8/90, просветлённый. Значения диафрагм от 2,8 до 22.
- Видоискатель зеркальный, зеркало опускается при взводе затвора. Съёмная пентапризма или складная светозащитная шахта с лупой.
- Фокусировочный экран видоискателя — линза Френеля с матовым кругом и микрорастром в центре. Поле зрения призменного видоискателя — 49×51,5 мм, шахтного — 53×53 мм.
- Штативное гнездо с резьбой 3/8 дюйма.

## Несопряжённый TTL-экспонометр
Фотоаппарат «Киев-6С TTL» комплектовался съёмным несопряжённым TTL-экспонометром, встроенным в пентапризму.
- Источник питания экспонометра — батарея из трёх дисковых ртутно-цинковых элементов РЦ-53 или трёх дисковых никель-кадмиевых аккумуляторов Д-0,06. Современная замена — элемент РХ-625.
- Имеется выключатель электропитания экспонометра.
- Фотоприёмник — CdS-фоторезистор.
- Диапазон светочувствительности фотоплёнки от 16 до 500 ед. ГОСТ.
- Измеряемый диапазон яркостей от 1,6 до 13000 кд/м2.
- В поле зрения видоискателя видны два светодиода, режим свечения которых свидетельствует о «недодержке», «передержке» или нормальной экспозиции.
- Светоизмерение возможно на любой диафрагме.

### Работа с экспонометром
При установленной светочувствительности фотоплёнки и светосиле объектива следует наблюдать за объектом съёмки и, поворачивая диск выдержек на экспонометре, получить свечение светодиодов в режиме «нормальная экспозиция».
На калькуляторе экспонометра отобразится сочетание выдержка — диафрагма (образуется экспопара) — следует выбрать нужную и вручную установить значения на объективе и камере.

## Комплект поставки в 1980-х годах
- Фотоаппарат с объективом и с TTL-пентапризмой.
- Передняя крышка объектива, задняя крышка объектива.
- Съёмная складная шахта видоискателя.
- Кронштейн для фотовспышки.
- Светофильтры : УФ-1×, ЖЗ-1,4×.
- Бленда, спусковой тросик, крышка на камеру.
- Комплект из двух удлинительных колец толщиной 19 и 48 мм с байонетом Б.
- Ремень, футляр, упаковочная коробка, руководство по эксплуатации.
- Цена фотоаппарата «Киев-6С» с пентапризмой без TTL в конце 1970-х годов составляла 500 рублей, а «Киев-6С TTL» в первой половине 1980-х годов  690 рублей.

## Сменные объективы с байонетом Б
| Объектив    | Иллюстрация | Фокусное расстояние | Относительное отверстие | Угол поля зрения объектива | Применение                  |
| ----------- | ----------- | ------------------- | ----------------------- | -------------------------- | --------------------------- |
| Зодиак-8Б   |             | 30                  | 3,5                     | 180°                       | фишай (рыбий глаз)          |
| Мир-26Б     |             | 45                  | 3,5                     | 83°                        | широкоугольный объектив     |
| Мир-3Б      |             | 65                  | 3,5                     | 66°                        | широкоугольный объектив     |
| Мир-38Б     |             | 65                  | 3,5                     | 66°                        | широкоугольный объектив     |
| Волна-3Б    |             | 80                  | 2,8                     | 44°                        | нормальный объектив         |
| Вега-12Б    |             | 90                  | 2,8                     | 47°                        | нормальный объектив         |
| Вега-28Б    |             | 120                 | 2,8                     | 31°                        | длиннофокусный объектив     |
| Калейнар-3Б |             | 150                 | 2,8                     | 28°                        | длиннофокусный объектив     |
| Юпитер-36Б  |             | 250                 | 3,5                     | 19°                        | длиннофокусный объектив     |
| Таир-33Б    |             | 300                 | 4,5                     | 15°                        | длиннофокусный объектив     |
| ЗМ-3Б       |             | 600                 | 8,0                     | 7,5°                       | зеркально-линзовый объектив |

Примечание: в таблице использовано несколько иллюстраций аналогичных объективов с байонетом В. К сожалению, Википедия не располагает нужными фотографиями.
Рабочий отрезок байонета Б составлял 74,1 мм, с помощью соответствующих адаптеров объективы от камер «Киев-6С» и «Киев-60» могли применяться на большинстве фотоаппаратов с шторным затвором.
Наиболее известны адаптеры к фотоаппаратам с резьбовым соединением M42×1/45,5.